# Prieuré Notre-Dame de Locmaria de Quimper
Le prieuré Notre-Dame de Locmaria était un établissement monastique situé à Quimper, dans le quartier de Locmaria auquel il a donné son nom. Appartenant à l'ordre bénédictin, il a longtemps dépendu de l'abbaye Saint-Sulpice de Rennes.
Les bâtiments subsistants sont composés d'une église dont la construction remonte au XIe siècle et de bâtiments claustraux datant du XVIIe siècle. Le cloître date de 1670.
L'église est classée monument historique par l'avis de classement du 28 février 1855 et par la liste de 1875 ; les vestiges du cloître font l'objet d'une inscription par arrêté du 26 juin 1963 et le bâtiment dit du prieuré, transformé en caserne (caserne Emeriau), fait l'objet d'une inscription par arrêté du 26 décembre 1969.

## Histoire
Le couvent d'hommes disparaît au XIVe siècle.
Pitre-Chevalier a raconté l'histoire romancée d'Aliénor, prieure de Locmaria, dans un livre : "Aliénor, prieure de Lok-Maria (époque de la Ligue : 1594)", publié en 1842 : il raconte que celle-ci, fille de Bertrand du Liscoët, seigneur de Rustéfan (près de Pont-Aven) avait grandi « au village de Lok Maria-lès-Quimper » ; un jour elle fut avertie par un capitaine de Ligueurs, Ronan de Lestialla, qui l'avait déjà sauvée, ainsi que sa cousine, alors qu'elles avaient failli être prises en otage par des soldats de sa troupe après avoir traversé l'Odet grâce au bac de Locmaria, de quitter rapidement Locmaria qui fut effectivement pillé la nuit suivante par une bande d'Espagnols ; Ronan de Liscoët, de son nom de guerre Mor-Vaniel, se fit par la suite prisonnier volontaire de Bertand de Liscoët dans le but de séduire sa fille ; etc...
Danq le tome 2 de ce livre, Pitre-Chevalier décrit notamment les horreurs des guerres de la Ligue en Cornouaille et notamment la désolation et les dangers des loups qui pullulaient alors « s'étant habitués à vivre de chair et de sang humain, par l'abondance des cadavres que leur servit d'abord la guerre ».

## Description

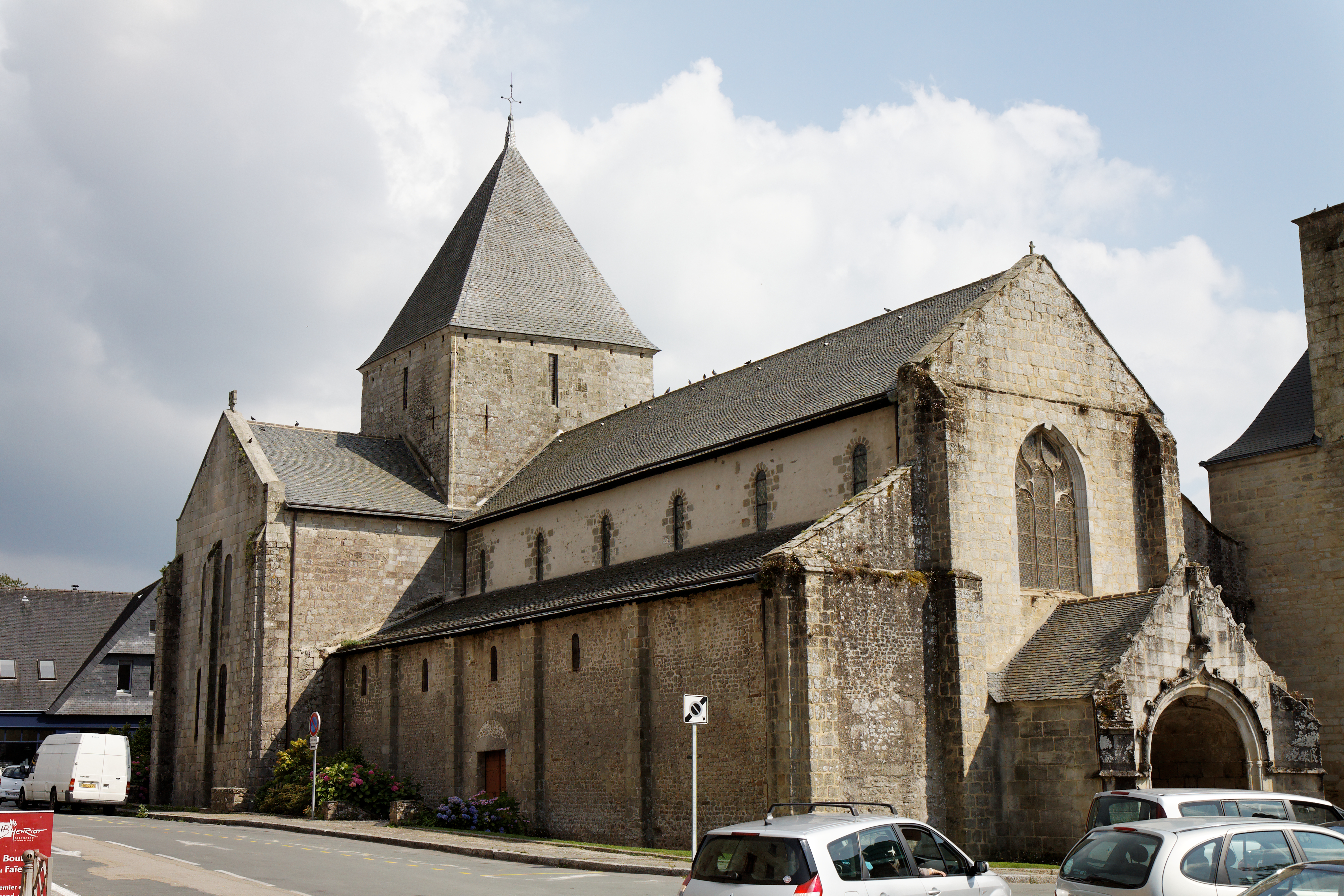
Église de Locmaria vue depuis la place Berardier

L'église de Locmaria est une église à plan basilical de près de 40 m de long. Sa façade occidentale est dotée d'un petit portail gothique et percée au-dessus d'une vaste baie gothique flamboyante. Ce portail donne accès à une nef de 25 m de long et d'un peu moins de 15 m de large. Cette nef a trois vaisseaux de six travées. Le vaisseau central de 6,80 m de large est flanqué de deux bas-côtés. La nef donne sur un transept saillant de plus de 20 m d'envergure. La croisée carrée est surmontée d'une tour de même plan. Les croisillons sont dotés chacun d'une absidiole flanquant une abside centrale fermant le vaisseau central.

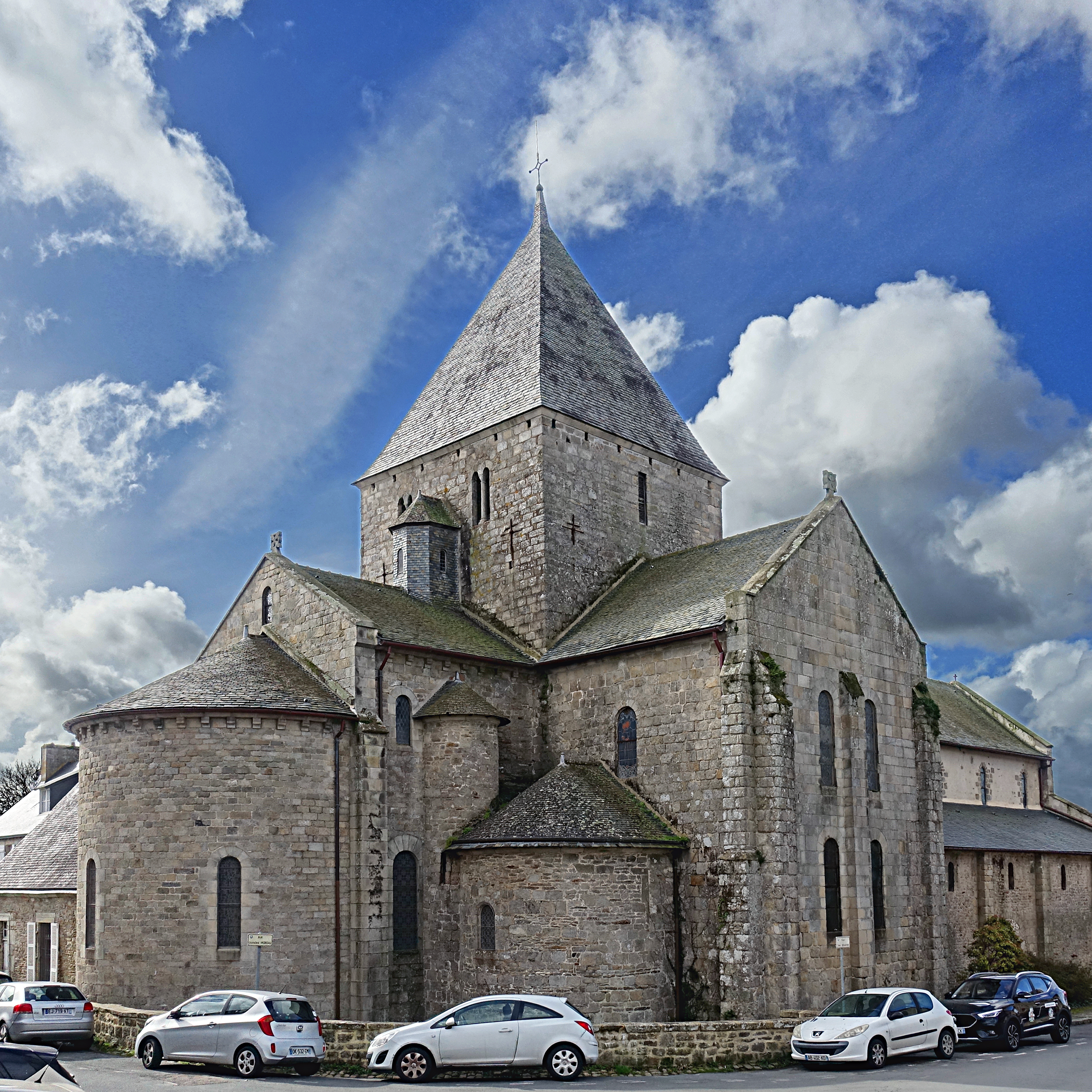
Prieuré N-D de Locmaria de Quimper (Classé MH, 1855)